# Savage Love (Laxed – Siren Beat)
"Savage Love" là một bài hát của nhà sản xuất âm nhạc người New Zealand Jawsh 685 và ca sĩ người Mỹ Jason Derulo. Bài hát được chính thức phát hành vào ngày 11 tháng 6 năm 2020, sau khi hai nghệ sĩ giải quyết xong vấn đề sử dụng bản mẫu.
"Savage Love (Laxed – Siren Beat)" đã đạt vị trí số 1 tại 17 quốc gia, bao gồm Anh, New Zealand và Úc. Một bản remix với nhóm nhạc nam Hàn Quốc BTS được phát hành vào ngày 2 tháng 10 năm 2020, với một câu hát mới được hát bằng tiếng Hàn. Nó chủ yếu được thể hiện bởi các thành viên Jungkook, Suga và J-Hope. Bản remix đạt vị trí số 1 trên Billboard Hot 100 của Hoa Kỳ, mang về đĩa đơn quán quân thứ hai cho cả Jason Derulo và BTS và đĩa đơn quán quân đầu tiên cho Jawsh 685 trên bảng xếp hạng. Ngoài ra, bản remix cũng đã đạt vị trí số 1 trên Billboard Global 200. BTS đã được liệt kê là nghệ sĩ được ghi chú trong một tuần trên các bảng xếp hạng được đề cập.

## Bối cảnh và quảng bá

### Laxed (Siren Beat)
Jawsh 685 ban đầu đã đăng tải bản nhạc cụ có tên "Laxed (Siren Beat)" trên YouTube vào năm 2019. Sau thành công lan truyền của nó, "Laxed (Siren Beat)" chính thức được phát hành trên các nền tảng trực tuyến vào ngày 24 tháng 4 năm 2020 và Jawsh 685 đã ký hợp đồng với Columbia Records vào tháng 5 năm 2020.

### Sử dụng trái phép bởi Derulo
Vào ngày 11 tháng 5 năm 2020, Derulo đã giới thiệu "Savage Love" được sản xuất dựa trên một bản mẫu của "Laxed (Siren Beat)". Tuy nhiên, Derulo đã không ghi chú Jawsh 685 là tác giả cũng như không được phép lấy mẫu. Điều này đã gây ra phản ứng dữ dội trên phương diện rộng và kêu gọi Derulo phải xóa sạch bản  mẫu đúng cách và ghi chú Jawsh 685. Có thông tin cho rằng Jawsh 685 đang đàm phán với nhiều nghệ sĩ, bao gồm cả Derulo, để remix bài hát "Laxed (Siren Beat)", nhưng Derulo "lừa đảo" và phát hành "Savage Love" mà không xin phép chính thức. Một nguồn tin thân cận nói rằng Derulo muốn bài hát cho chính mình và chỉ có Jawsh 685 là nhà sản xuất, nhưng Jawsh 685 muốn kiểm soát nhiều hơn đối với công việc và không muốn bị "bị bắt nạt bởi một nghệ sĩ lớn hơn trong việc đưa [bài hát] ra ngoài." 

## Danh sách bài hát
- Phiên bản gốc[11]

1. "Laxed (Siren Beat)" – 3:21

- Phiên bản Jason Derulo[12]

1. "Savage Love (Laxed – Siren Beat)" – 2:51

- BTS remix[13]

1. "Savage Love (Laxed – Siren Beat)" (BTS remix) – 3:04
2. "Savage Love (Laxed – Siren Beat)" (BTS remix) (Inst.) – 3:04

## BTS remix

### Bối cảnh và sáng tác
Bản remix của "Savage Love (Laxed – Siren Beat)" với nhóm nhạc nam Hàn Quốc BTS đã được phát hành dưới dạng tải kỹ thuật số và phát trực tuyến ở nhiều quốc gia khác nhau vào ngày 2 tháng 10 năm 2020 thông qua Columbia Records. Một video hoạt hình cho lời bài hát đã được đăng tải trên kênh YouTube của BTS vào cùng ngày. Chia sẻ về quá trình hợp tác với BTS, Jawsh 685 cho biết:
| “ | Những gì các chàng trai ấy đang làm tại thời điểm này là rất vĩ đại. Tôi rất tôn trọng họ. Giống như "Sweet & Sour", nhóm của tôi đã liên lạc với họ và đưa họ vào. Thật tuyệt khi có được một phiên bản beat khác ở đó. Nó có nghĩa là sẽ có nhiều người nghe nhạc của Siren Beat, đó là những gì tôi muốn. Tôi rất thích cách mọi người phân tích nhịp điệu và làm điều gì đó khác biệt với mỗi nhịp điệu. Đó là một ý tưởng thú vị từ nhóm của tôi khi sắp xếp, thực hiện nó và rất hào hứng để mọi người chỉ nghe nó và cảm nhận! | ” |

Bản remix có phần ghi chú giống hệt bản gốc "Savage Love (Laxed – Siren Beat)" với sự bổ sung của các thành viên BTS là Suga và J-Hope với tư cách là nhạc sĩ. Trong bài hát, các thành viên BTS, chủ yếu là Jungkook, J-Hope và Suga, đã thể hiện bằng cả tiếng Anh và tiếng Hàn, cùng với Jason Derulo. Jungkook chủ yếu hát phần điệp khúc trong khi Suga và J-Hope thể hiện giọng rap đầy cảm xúc trên một câu hát mới bằng tiếng Hàn. Trước khi phát hành phiên bản kỹ thuật số, BTS đã thực hiện thử thách nhảy trên TikTok cho phiên bản gốc của bài hát cùng với Jason Derulo và Jawsh 685.

### Diễn biến thương mại 
Sau khi phát hành bản remix, bài hát đã vươn lên vị trí số 1 trên Billboard Hot 100 của Hoa Kỳ nhờ bản remix cho ấn bản ngày 17 tháng 10 năm 2020, trở thành đĩa đơn quán quân thứ hai cho cả Jason Derulo (bài hát đầu tiên của anh kể từ "Whatcha Say" năm 2009, khoảng thời gian dài nhất giữa các đĩa đơn quán quân của các nghệ sĩ nam kể từ "Crack a Bottle" của Dr. Dre đạt vị trí quán quân sau 12 năm gián đoạn vào năm 2009) và BTS (sau đĩa đơn trước đó là "Dynamite") cũng như là đĩa đơn quán quân đầu tiên của Jawsh 685. BTS đã trở thành nhóm nhạc đầu tiên đồng thời giữ 2 vị trí đầu trên Billboard Hot 100 trong một thập kỷ kể từ Black Eyed Peas vào năm 2009 và là nhóm nhạc thứ năm làm được điều này. Bản remix đã thu về 16 triệu lượt phát trực tuyến tại Hoa Kỳ, 70,6 triệu lượt hiển thị âm thanh trên radio và bán được 76,000 bản, trở thành bài hát bán chạy thứ hai trong tuần. Nó đạt vị trí số 1 trên bảng xếp hạng Billboard Global 200, với 77,5 triệu lượt phát trực tuyến toàn cầu và 62,000 lượt tải xuống toàn cầu, khiến BTS trở thành nghệ sĩ đầu tiên có nhiều đĩa đơn quán quân nhất trên bảng xếp hạng và ở vị trí số 3 trên bảng xếp hạng Billboard Global Excl. U.S.. Nó cũng đạt vị trí số 1 trên Canadian Hot 100, trở thành đĩa đơn quán quân đầu tiên của BTS tại quốc gia này và đạt vị trí số 6 trên Gaon Digital Chart của Hàn Quốc và vị trí số 9 trên bảng xếp hạng New Zealand Hot Singles.

### Nhân sự
Ghi chú được phỏng theo Tidal.
- BTS – thanh nhạc
- Jason Derulo – thanh nhạc, đồng sản xuất, soạn nhạc, nhạc sĩ, trống điện tử
- J-Hope – nhạc sĩ
- Suga – nhạc sĩ
- Jawsh 685 – sản xuất, soạn nhạc, kỹ sư thu âm, trống điện tử, đàn
- Jacob Kasher Hindlin – soạn nhạc, nhạc sĩ
- Phil Greiss – soạn nhạc, guitar, sản xuất
- Pdogg – kỹ sư
- Chris Quock – trợ lý kỹ sư
- Juan "Saucy" Peña – kỹ sư thanh nhạc
- Jenna Andrews – kỹ sư thanh nhạc
- Robbie Soukiasyan – kỹ sư phối nhạc

### Bảng xếp hạng
| Bảng xếp hạng (2020)           | Vị trí cao nhất |
| ------------------------------ | --------------- |
| Canada (Canadian Hot 100)      | 2               |
| Global 200 (Billboard)         | 1               |
| Nhật Bản (Japan Hot 100)       | 73              |
| Lithuania (AGATA)              | 40              |
| New Zealand Hot Singles (RMNZ) | 9               |
| Hàn Quốc (Gaon)                | 6               |
| Hoa Kỳ (Billboard Hot 100)     | 1               |

### Giải thưởng
| Năm  | Giải thưởng             | Hạng mục                   | Kết quả | Nguồn  |
| ---- | ----------------------- | -------------------------- | ------- | ------ |
| 2020 | Melon Music Awards      | Pop xuất sắc nhất          | Đề cử   | [ 27 ] |
| 2021 | Gaon Chart Music Awards | Bài hát của năm – tháng 10 | Đề cử   | [ 28 ] |

| Giải thưởng             | Ngày                 | Nguồn  |
| ----------------------- | -------------------- | ------ |
| Weekly Popularity Award | 26 tháng 10 năm 2020 | [ 29 ] |
| Weekly Popularity Award | 2 tháng 11 năm 2020  | [ 29 ] |
| Weekly Popularity Award | 9 tháng 11 năm 2020  | [ 29 ] |
| Weekly Popularity Award | 16 tháng 11 năm 2020 | [ 29 ] |
| Weekly Popularity Award | 23 tháng 11 năm 2020 | [ 29 ] |

### Lịch sử phát hành
| Quốc gia | Ngày                | Định dạng                       | Hãng đĩa | Nguồn  |
| -------- | ------------------- | ------------------------------- | -------- | ------ |
| Toàn cầu | 2 tháng 10 năm 2020 | Tải kỹ thuật số phát trực tuyến | Columbia | [ 13 ] |